# Liste der Monuments historiques in La Roquette-sur-Var
Die Liste der Monuments historiques in La Roquette-sur-Var führt die Monuments historiques in der französischen Gemeinde La Roquette-sur-Var auf.

## Liste der Bauwerke
| Bezeichnung                                | Beschreibung | Standort | Kennzeichnung | Schutzstatus | Datum | Bild |
| ------------------------------------------ | ------------ | -------- | ------------- | ------------ | ----- | ---- |
| Canal de la Vésubie Siphon de Saint-Blaise | Erbaut 1880  | (Lage)   | PA06000019    | Inscrit      | 2001  |      |

## Liste der Objekte
Zum Verständnis siehe: Kirchenausstattung
- Monuments historiques (Objekte) in La Roquette-sur-Var in der Base Palissy des französischen Kultusministeriums